# L'Apparition de la Vierge à saint Hyacinthe
L'Apparition de la Vierge à saint Hyacinthe est un tableau réalisé par le peintre espagnol Le Greco vers 1605-1610. Cette huile sur toile représente l'apparition de la Vierge Marie portant l'Enfant Jésus à Hyacinthe de Cracovie, à l'intérieur d'une église, sous la statue d'un évêque. L'œuvre est conservée depuis 1938 à la Memorial Art Gallery de Rochester, dans l'État de New York, aux États-Unis.